# Campionati italiani di sci alpino
I Campionati italiani di sci alpino sono una competizione sciistica che si svolge ogni anno dal 1931 (salvo l'interruzione bellica del 1944-1945), generalmente nel mese di marzo, in una diversa stazione sciistica italiana. Organizzati dalla Federazione italiana sport invernali (FISI), decretano il campione e la campionessa italiani di ogni disciplina sciistica attraverso una singola gara.

## Albo d'oro

### Discesa libera
La discesa libera fa parte del programma dei Campionati fin dalla prima edizione, nel 1931.
| Edizione | Località                        | Uomini                 | Donne                          |
| -------- | ------------------------------- | ---------------------- | ------------------------------ |
| 1931     |                                 | Severino Menardi       | Paula Wiesinger                |
| 1932     |                                 | Ferdinando Valle       | Paula Wiesinger                |
| 1933     |                                 | Sisto Gilarduzzi       | Isaline Crivelli               |
| 1934     |                                 | Enrico Lacedelli       | Paula Wiesinger                |
| 1935     |                                 | Severino Menardi       | Paula Wiesinger                |
| 1936     |                                 | Vittorio Chierroni     | Paula Wiesinger                |
| 1937     |                                 | Alberto Marcellin      | Celina Seghi                   |
| 1938     |                                 | Vittorio Chierroni     | Frida Clara                    |
| 1939     |                                 | Hans Nogler            | Celina Seghi                   |
| 1940     |                                 | Vittorio Chierroni     | Nives Dei Rossi                |
| 1941     |                                 | Zeno Colò              | Celina Seghi                   |
| 1942     |                                 | Roberto Lacedelli      | Gabriela Ansbacher             |
| 1943     |                                 | Vittorio Chierroni     | Celina Seghi                   |
| 1946     |                                 | Alberto Marcellin      | Celina Seghi                   |
| 1947     |                                 | Vittorio Chierroni     | Renata Carraretto              |
| 1948     |                                 | Zeno Colò              | Celina Seghi                   |
| 1949     |                                 | Zeno Colò              | Celina Seghi                   |
| 1950     |                                 | Roberto Lacedelli      | Maria Grazia Marchelli         |
| 1951     |                                 | Rolando Zanni          | Maria Grazia Marchelli         |
| 1952     |                                 | Bruno Burrini          | Giuliana Minuzzo               |
| 1953     |                                 | Davide David           | Giuliana Minuzzo               |
| 1954     |                                 | Zeno Colò              | Carla Marchelli                |
| 1955     |                                 | Zeno Colò              | Giuliana Minuzzo               |
| 1956     |                                 | Gino Burrini           | Vera Schenone                  |
| 1957     |                                 | Davide David           | Vera Schenone                  |
| 1958     |                                 | Bruno Alberti          | Pia Riva                       |
| 1959     |                                 | Bruno Alberti          | Pia Riva                       |
| 1960     |                                 | Francesco Deflorian    | Lidia Pedroncelli              |
| 1961     |                                 | Bruno Alberti          | Pia Riva                       |
| 1962     |                                 | Bruno Alberti          | Inge Senoner                   |
| 1963     | Courmayeur                      | Gildo Siorpaes         | Pia Riva                       |
| 1964     |                                 | Felice De Nicolò       | Pia Riva                       |
| 1965     | Abetone                         | Ivo Mahlknecht         | Giustina Demetz                |
| 1966     | San Martino di Castrozza        | Ivo Mahlknecht         | Lidia Barbieri Sacconaghi      |
| 1967     |                                 | non assegnato          | non assegnato                  |
| 1968     |                                 | Ivo Mahlknecht         | Giustina Demetz                |
| 1969     |                                 | Stefano Anzi           | Giustina Demetz                |
| 1970     |                                 | Stefano Anzi           | Elena Matous                   |
| 1971     | Plose                           | Marcello Varallo       | Elena Matous                   |
| 1972     |                                 | non assegnato          | non assegnato                  |
| 1973     |                                 | Roland Thöni           | Maddalena Silvestri            |
| 1974     |                                 | Giuliano Besson        | Claudia Giordani               |
| 1975     | Courmayeur                      | Herbert Plank          | Jolanda Plank                  |
| 1976     | Limone Piemonte                 | Erwin Stricker         | Jolanda Plank                  |
| 1977     |                                 | Herbert Plank          | Wanda Bieler                   |
| 1978     | Cerreto Laghi                   | Bruno Gattai           | Giuliana Campiglia             |
| 1979     |                                 | Herbert Plank          | non assegnato                  |
| 1980     |                                 | Herbert Plank          | Jolanda Plank                  |
| 1981     |                                 | Herbert Plank          | non assegnato                  |
| 1982     |                                 | Danilo Sbardellotto    | Linda Rocchetti                |
| 1983     |                                 | Michael Mair           | Karla Delago                   |
| 1984     |                                 | Mauro Cornaz           | Karla Delago                   |
| 1985     |                                 | Alberto Ghidoni        | Karla Delago                   |
| 1986     |                                 | Michael Mair           | Karla Delago                   |
| 1987     | Limone Piemonte                 | Michael Mair           | non assegnato                  |
| 1988     |                                 | Pietro Vitalini        | Michaela Marzola               |
| 1989     |                                 | non assegnato          | non assegnato                  |
| 1990     |                                 | Kristian Ghedina       | Michaela Marzola               |
| 1991     |                                 | non assegnato          | Michaela Marzola               |
| 1992     |                                 | Pietro Vitalini        | Barbara Merlin                 |
| 1993     |                                 | Kristian Ghedina       | Bibiana Perez                  |
| 1994     |                                 | Kristian Ghedina       | Bibiana Perez                  |
| 1995     |                                 | Kristian Ghedina       | Isolde Kostner                 |
| 1996     |                                 | Luca Cattaneo          | Elena Bresciani Isolde Kostner |
| 1997     |                                 | Erik Seletto           | Bibiana Perez                  |
| 1998     |                                 | Kristian Ghedina       | Isolde Kostner                 |
| 1999     |                                 | Matteo Berbenni        | Isolde Kostner                 |
| 2000     |                                 | Kristian Ghedina       | non assegnato                  |
| 2001     |                                 | Matteo Berbenni        | Patrizia Bassis                |
| 2002     | Piancavallo                     | non assegnato          | non assegnato                  |
| 2003     | Ponte di Legno/Passo del Tonale | Kurt Sulzenbacher      | Daniela Ceccarelli             |
| 2004     | Caspoggio                       | Roland Fischnaller     | Nadia Fanchini                 |
| 2005     | Colere                          | Stefan Thanei          | Elena Fanchini                 |
| 2006     | Santa Caterina Valfurva         | Walter Girardi         | Nadia Fanchini                 |
| 2007     | Santa Caterina Valfurva         | Walter Girardi         | Elena Fanchini                 |
| 2008     | Bardonecchia                    | Elmar Hofer            | Nadia Fanchini                 |
| 2009     | Passo San Pellegrino            | Stefan Thanei          | Daniela Merighetti             |
| 2010     | Falcade                         | Patrick Staudacher     | Elena Fanchini                 |
| 2011     | La Thuile/Pila                  | Matteo Marsaglia       | Elena Fanchini                 |
| 2012     | Roccaraso                       | Hagen Patscheider      | Elena Fanchini                 |
| 2013     | Passo San Pellegrino            | Paolo Pangrazzi        | Daniela Merighetti             |
| 2014     | Santa Caterina Valfurva         | Peter Fill Werner Heel | Verena Stuffer                 |
| 2015     | Sella Nevea                     | Matteo Marsaglia       | Elena Fanchini                 |
| 2016     | Sella Nevea                     | Christof Innerhofer    | Elena Fanchini                 |
| 2017     | Bardonecchia                    | Peter Fill             | Verena Stuffer                 |
| 2018     | Santa Caterina Valfurva         | Christof Innerhofer    | Johanna Schnarf                |
| 2019     | Cortina D'Ampezzo               | Matteo Marsaglia       | Nadia Fanchini                 |
| 2020     | Passo del Tonale                | non assegnato          | non assegnato                  |
| 2021     | Santa Caterina Valfurva         | Dominik Paris          | Nadia Delago                   |
| 2022     | Bardonecchia                    | Dominik Paris          | Nadia Delago                   |
| 2023     | La Thuile                       | Christof Innerhofer    | Monica Zanoner                 |

### Supergigante
Il supergigante fa parte del programma dei Campionati a partire dall'edizione del 1986.
| Edizione | Località                        | Uomini               | Donne               |
| -------- | ------------------------------- | -------------------- | ------------------- |
| 1986     |                                 | Ivan Marzola         | Michaela Marzola    |
| 1987     |                                 | Danilo Sbardellotto  | Michaela Marzola    |
| 1988     |                                 | Heinz Holzer         | Michaela Marzola    |
| 1989     |                                 |                      | Deborah Compagnoni  |
| 1990     |                                 | Kristian Ghedina     | Michaela Marzola    |
| 1991     |                                 | Peter Runggaldier    | Deborah Compagnoni  |
| 1992     |                                 | Alberto Senigagliesi | Isolde Kostner      |
| 1993     |                                 | Werner Perathoner    | Bibiana Perez       |
| 1994     |                                 | Werner Perathoner    | Barbara Merlin      |
| 1995     |                                 | Werner Perathoner    | Isolde Kostner      |
| 1996     |                                 | Werner Perathoner    | Isolde Kostner      |
| 1997     |                                 | Peter Runggaldier    | Isolde Kostner      |
| 1998     |                                 | Ludwig Sprenger      | Isolde Kostner      |
| 1999     |                                 | Maurizio Feller      | Isolde Kostner      |
| 2000     |                                 | Kristian Ghedina     | Isolde Kostner      |
| 2001     |                                 | Patrick Staudacher   | Patrizia Bassis     |
| 2002     | Piancavallo                     | Kristian Ghedina     | Daniela Ceccarelli  |
| 2003     | Ponte di Legno/Passo del Tonale | Erik Seletto         | Lucia Recchia       |
| 2004     | Caspoggio                       | Werner Heel          | Nadia Fanchini      |
| 2005     | Colere                          | Patrick Staudacher   | Lucia Recchia       |
| 2006     | Santa Caterina Valfurva         | Peter Fill           | Nadia Fanchini      |
| 2007     | Santa Caterina Valfurva         | gara cancellata      | gara cancellata     |
| 2008     | Bardonecchia                    | Aronne Pieruz        | Nadia Fanchini      |
| 2009     | Passo San Pellegrino            | Dominik Paris        | Daniela Merighetti  |
| 2010     | Falcade                         | Patrick Staudacher   | Enrica Cipriani     |
| 2011     | La Thuile/Pila                  | Giovanni Borsotti    | Hilary Longhini     |
| 2012     | Roccaraso                       | Matteo Marsaglia     | Daniela Merighetti  |
| 2013     | Passo San Pellegrino            | Dominik Paris        | Verena Stuffer      |
| 2014     | Santa Caterina Valfurva         | Matteo Marsaglia     | Nadia Fanchini      |
| 2015     | Sella Nevea                     | Peter Fill           | Nadia Fanchini      |
| 2016     | Sella Nevea                     | Mattia Casse         | Nadia Fanchini      |
| 2017     | Passo San Pellegrino            | Dominik Paris        | Federica Brignone   |
| 2018     | Santa Caterina Valfurva         | Matteo Marsaglia     | Nicol Delago        |
| 2019     | Cortina D'Ampezzo               | Matteo Marsaglia     | Nadia Fanchini      |
| 2020     | Passo del Tonale                | non assegnato        | non assegnato       |
| 2021     | Santa Caterina Valfurva         | Emanuele Buzzi       | Francesca Marsaglia |
| 2022     | Bardonecchia                    | Christof Innerhofer  | Nicol Delago        |
| 2023     | La Thuile                       | Pietro Zazzi         | Federica Brignone   |

### Slalom gigante
Lo slalom gigante fa parte del programma dei Campionati a partire dall'edizione del 1950.
| Edizione | Località                        | Uomini                | Donne                 |
| -------- | ------------------------------- | --------------------- | --------------------- |
| 1950     |                                 | Eugenio Monti         | Franca De Renzis      |
| 1951     |                                 | Albino Alverà         | Giuliana Minuzzo      |
| 1952     |                                 | Zeno Colò             | Celina Seghi          |
| 1953     |                                 | Carlo Gartner         | Giuliana Minuzzo      |
| 1954     |                                 | Zeno Colò             | Anna Pellissier       |
| 1955     |                                 | Bruno Alberti         | Carla Marchelli       |
| 1956     |                                 | Gino Burrini          | Vera Schenone         |
| 1957     |                                 | Gino Burrini          | Carla Marchelli       |
| 1958     |                                 | Gino Burrini          | Pia Riva              |
| 1959     |                                 | Carlo Senoner         | Jerta Schir           |
| 1960     |                                 | Francesco Deflorian   | Tina Poloni           |
| 1961     |                                 | Bruno Alberti         | Pia Riva              |
| 1962     |                                 | Paride Milianti       | Pia Riva              |
| 1963     | Courmayeur                      | Martino Fill          | Pia Riva              |
| 1964     |                                 | Ivo Mahlknecht        | Pia Riva              |
| 1965     | Abetone                         | Renzo Zandegiacomo    | Giustina Demetz       |
| 1966     | San Martino di Castrozza        | Bruno Piazzalunga     | Giustina Demetz       |
| 1967     |                                 | Felice De Nicolò      | Giustina Demetz       |
| 1968     |                                 | Ivo Mahlknecht        | Giustina Demetz       |
| 1969     |                                 | Gerhard Mussner       | Clotilde Fasolis      |
| 1970     |                                 | Sergio Filippa        | Elena Matous          |
| 1971     |                                 | Eberhard Schmalzl     | Clotilde Fasolis      |
| 1972     |                                 | Renzo Zandegiacomo    | Lidia Pellissier      |
| 1973     |                                 | Helmuth Schmalzl      | Claudia Giordani      |
| 1974     |                                 | Piero Gros            | Claudia Giordani      |
| 1975     | Courmayeur                      | Gustav Thöni          | Cristina Tisot        |
| 1976     |                                 | Piero Gros            | Claudia Giordani      |
| 1977     |                                 | Gustav Thöni          | Wilma Gatta           |
| 1978     |                                 | Peter Mally           | Claudia Giordani      |
| 1979     |                                 | Maurizio Poncet       | Claudia Giordani      |
| 1980     |                                 | Tiziano Bieller       | Claudia Giordani      |
| 1981     |                                 | Riccardo Foppa        | Wanda Bieler          |
| 1982     |                                 | Alex Giorgi           | Daniela Zini          |
| 1983     |                                 | Efrem Merelli         | Fulvia Stevenin       |
| 1984     |                                 | Alex Giorgi           | Daniela Zini          |
| 1985     |                                 | Roberto Erlacher      | Fulvia Stevenin       |
| 1986     |                                 | Richard Pramotton     | Cecilia Lucco         |
| 1987     |                                 | Giglio Tomasi         | Fulvia Stevenin       |
| 1988     |                                 | Roberto Spampatti     | Cecilia Lucco         |
| 1989     |                                 | Attilio Barcella      | Deborah Compagnoni    |
| 1990     |                                 | Alberto Tomba         | Michaela Marzola      |
| 1991     |                                 | Alberto Tomba         | Deborah Compagnoni    |
| 1992     |                                 | Alberto Tomba         | Sabina Panzanini      |
| 1993     |                                 | Gerhard Königsrainer  | Deborah Compagnoni    |
| 1994     | Roccaraso                       | Norman Bergamelli     | Deborah Compagnoni    |
| 1995     |                                 | Sergio Bergamelli     | Karen Putzer          |
| 1996     | Ponte di Legno/Passo del Tonale | Gianluca Grigoletto   | Isolde Kostner        |
| 1997     |                                 | Gerhard Königsrainer  | Deborah Compagnoni    |
| 1998     |                                 | Patrick Holzer        | Karen Putzer          |
| 1999     |                                 | Matteo Nana           | Karen Putzer          |
| 2000     |                                 | Alexander Ploner      | Denise Karbon         |
| 2001     |                                 | Massimiliano Blardone | Maddalena Planatscher |
| 2002     | Piancavallo                     | Patrick Thaler        | Manuela Mölgg         |
| 2003     | Ponte di Legno/Passo del Tonale | Michael Gufler        | Karen Putzer          |
| 2004     | Chiesa in Valmalenco            | Peter Fill            | Lucia Recchia         |
| 2005     | Lizzola/Spiazzi di Gromo        | Manfred Mölgg         | Karen Putzer          |
| 2006     | Santa Caterina Valfurva         | Florian Eisath        | Manuela Mölgg         |
| 2007     | Santa Caterina Valfurva         | Peter Fill            | Magdalena Eisath      |
| 2008     | Bardonecchia                    | Michael Gufler        | Denise Karbon         |
| 2009     | Pampeago/Alpe Cermis            | Alexander Ploner      | Giulia Gianesini      |
| 2010     | Falcade                         | Manfred Mölgg         | Irene Curtoni         |
| 2011     | La Thuile/Courmayeur            | Florian Eisath        | Federica Brignone     |
| 2012     | Roccaraso                       | Davide Simoncelli     | Denise Karbon         |
| 2013     | Pozza di Fassa                  | Davide Simoncelli     | Elena Curtoni         |
| 2014     | Livigno                         | Roberto Nani          | Marta Bassino         |
| 2015     | Tarvisio                        | Florian Eisath        | Nadia Fanchini        |
| 2016     | Monte Pora                      | Riccardo Tonetti      | non assegnato         |
| 2017     | Alpe Lusia                      | Giulio Bosca          | Federica Brignone     |
| 2018     | Santa Caterina Valfurva         | Giulio Bosca          | Federica Brignone     |
| 2019     | Cortina D'Ampezzo               | Hannes Zingerle       | Marta Bassino         |
| 2020     | Solda                           | non assegnato         | non assegnato         |
| 2021     | Livigno                         | Hannes Zingerle       | Marta Bassino         |
| 2022     | Sestriere                       | Alex Hofer            | Elisa Platino         |
| 2023     | La Thuile                       | Tommaso Sala          | non assegnato         |

### Slalom speciale
Lo slalom speciale fa parte del programma dei Campionati fin dalla prima edizione, nel 1931.
| Edizione | Località                        | Uomini                 | Donne                           |
| -------- | ------------------------------- | ---------------------- | ------------------------------- |
| 1931     |                                 | Severino Menardi       | Paula Wiesinger                 |
| 1932     |                                 | Ferdinando Valle       | Delly Velo                      |
| 1933     |                                 | Renato Valico          | Paula Wiesinger                 |
| 1934     |                                 | Renato Dimai           | Paula Wiesinger                 |
| 1935     |                                 | Vittorio Chierroni     | Nives Dei Rossi                 |
| 1936     |                                 | Giacinto Sertorelli    | Paula Wiesinger                 |
| 1937     |                                 | Franco Sisi            | Celina Seghi                    |
| 1938     |                                 | Giovanni Nogler        | Gabriela Ansbacher              |
| 1939     |                                 | Giovanni Nogler        | Vittoria Ferrari                |
| 1940     |                                 | Vittorio Chierroni     | Nives Dei Rossi                 |
| 1941     |                                 | Zeno Colò              | Celina Seghi                    |
| 1942     |                                 | Giuseppe Confortola    | Celina Seghi                    |
| 1943     |                                 | Zeno Colò              | Celina Seghi                    |
| 1946     |                                 | Zeno Colò              | Celina Seghi                    |
| 1947     |                                 | Zeno Colò              | Celina Seghi                    |
| 1948     |                                 | Zeno Colò              | Renata Carraretto               |
| 1949     |                                 | Eugenio Monti          | Celina Seghi                    |
| 1950     |                                 | Eugenio Monti          | Franca De Renzis                |
| 1951     |                                 | Albino Alverà          | Celina Seghi                    |
| 1952     |                                 | Carlo Gartner          | Celina Seghi                    |
| 1953     |                                 | Otto Gluck             | Giuliana Minuzzo                |
| 1954     |                                 | Zeno Colò              | Celina Seghi                    |
| 1955     |                                 | Zeno Colò              | Giuliana Minuzzo                |
| 1956     |                                 | Otto Gluck             | Vera Schenone                   |
| 1957     |                                 | Paride Milianti        | Vera Schenone                   |
| 1958     |                                 | Otto Gluck             | Jerta Schir                     |
| 1959     |                                 | Aldo Zulian            | Giuliana Minuzzo                |
| 1960     |                                 | Helmuth Gartner        | Vera Schenone                   |
| 1961     |                                 | Osvaldo Picchiottino   | Jerta Schir                     |
| 1962     |                                 | Felice De Nicolò       | Jerta Schir                     |
| 1963     | Courmayeur                      | Ivo Mahlknecht         | Giuliana Minuzzo                |
| 1964     |                                 | Ivo Mahlknecht         | Inge Senoner                    |
| 1965     | Abetone                         | Paride Milianti        | Marisella Chevallard            |
| 1966     | San Martino di Castrozza        | Giovanni Dibona        | Glorianda Cipolla               |
| 1967     |                                 | Felice De Nicolò       | Giustina Demetz                 |
| 1968     |                                 | Ivo Mahlknecht         | Giustina Demetz                 |
| 1969     |                                 | Pier Lorenzo Clataud   | Clotilde Fasolis                |
| 1970     |                                 | Giuseppe Compagnoni    | Lidia Pellissier                |
| 1971     | Plose                           | Gustav Thöni           | Lidia Pellissier                |
| 1972     |                                 | Ilario Pegorari        | Elena Matous                    |
| 1973     |                                 | Gustav Thöni           | Claudia Giordani                |
| 1974     |                                 | Fausto Radici          | Cristina Tisot                  |
| 1975     | Courmayeur                      | Piero Gros             | Daniela Viberti                 |
| 1976     |                                 | Piero Gros             | Claudia Giordani                |
| 1977     |                                 | Franco Bieler          | Claudia Giordani                |
| 1978     |                                 | Peter Mally            | Claudia Giordani                |
| 1979     |                                 | Piero Gros             | Claudia Giordani                |
| 1980     |                                 | Piero Gros             | Daniela Zini                    |
| 1981     |                                 | Bruno Nöckler          | Daniela Zini                    |
| 1982     |                                 | Piero Gros             | Daniela Zini                    |
| 1983     |                                 | Ivano Edalini          | Maria Rosa Quario               |
| 1984     |                                 | Oswald Tötsch          | Paoletta Magoni                 |
| 1985     |                                 | Marco Tonazzi          | Paoletta Magoni                 |
| 1986     |                                 | Richard Pramotton      | Nadia Bonfini                   |
| 1987     |                                 | Alex Giorgi            | Paoletta Magoni                 |
| 1988     |                                 | Alberto Tomba          | Paoletta Magoni                 |
| 1989     |                                 | Roberto Grigis         | Deborah Compagnoni              |
| 1990     |                                 | Alberto Tomba          | Renate Oberhofer                |
| 1991     |                                 | Alberto Tomba          | Giovanna Gianera                |
| 1992     |                                 | Fabrizio Tescari       | Roberta Serra                   |
| 1993     |                                 | Alberto Tomba          | Roberta Pergher                 |
| 1994     | Roccaraso                       | Alberto Tomba          | Roberta Pergher                 |
| 1995     |                                 | Angelo Weiss           | Morena Gallizio                 |
| 1996     |                                 | Konrad Kurt Ladstätter | Antje Braito                    |
| 1997     |                                 | Fabrizio Tescari       | Lara Magoni                     |
| 1998     |                                 | Gianluca Grigoletto    | Lara Magoni                     |
| 1999     |                                 | Matteo Nana            | Nicole Gius                     |
| 2000     |                                 | Matteo Nana            | Elisabetta Biavaschi            |
| 2001     |                                 | Hannes Paul Schmid     | Elisabetta Biavaschi            |
| 2002     | Piancavallo                     | Thomas Bergamelli      | Denise Karbon Claudia Morandini |
| 2003     | Ponte di Legno/Passo del Tonale | Manfred Mölgg          | Nicole Gius                     |
| 2004     | Chiesa in Valmalenco            | Giancarlo Bergamelli   | Nicole Gius                     |
| 2005     | Monte Pora                      | Cristian Deville       | Nicole Gius                     |
| 2006     | Santa Caterina Valfurva         | Giuliano Razzoli       | Manuela Mölgg                   |
| 2007     | Santa Caterina Valfurva         | Lucas Senoner          | Nicole Gius                     |
| 2008     | Bardonecchia                    | Lucas Senoner          | Nicole Gius                     |
| 2009     | Pampeago/Alpe Cermis            | Manfred Mölgg          | Nicole Gius                     |
| 2010     | Falcade                         | Manfred Mölgg          | Irene Curtoni                   |
| 2011     | La Thuile/Courmayeur            | Giuliano Razzoli       | Chiara Costazza                 |
| 2012     | Roccaraso                       | Roberto Nani           | Irene Curtoni                   |
| 2013     | Pozza di Fassa                  | Manfred Mölgg          | Irene Curtoni                   |
| 2014     | Bormio                          | Stefano Gross          | Chiara Costazza                 |
| 2015     | Tarvisio                        | Giuliano Razzoli       | Roberta Midali                  |
| 2016     | Monte Pora                      | Patrick Thaler         | Irene Curtoni                   |
| 2017     | Pozza di Fassa                  | Tommaso Sala           | Irene Curtoni                   |
| 2018     | Bormio                          | Riccardo Tonetti       | Vivien Insam                    |
| 2019     | Cortina D'Ampezzo               | Pietro Canzio          | Vera Tschurtschenthaler         |
| 2020     | Solda                           | non assegnato          | non assegnato                   |
| 2021     | Livigno                         | Stefano Gross          | Federica Brignone               |
| 2022     | Sestriere                       | Alex Vinatzer          | Petra Unterholzner              |
| 2023     | La Thuile                       | Stefano Gross          | Emilia Mondinelli               |

### Combinata
La combinata fa parte del programma dei Campionati fin dalla prima edizione, nel 1931; dal 1949 al 1965, tuttavia, la disciplina è stata esclusa dal programma.
| Edizione | Località                                  | Uomini                           | Donne                     |
| -------- | ----------------------------------------- | -------------------------------- | ------------------------- |
| 1931     |                                           | Severino Menardi                 | Paula Wiesinger           |
| 1932     |                                           | Ferdinando Valle                 | Paula Wiesinger           |
| 1933     |                                           | Renato Valle                     | Paula Wiesinger           |
| 1934     |                                           | Severino Menardi                 | Paula Wiesinger           |
| 1935     |                                           | Vittorio Chierroni               | Paula Wiesinger           |
| 1936     |                                           | Vittorio Chierroni               | Paula Wiesinger           |
| 1937     |                                           | Giovanni Sisi                    | Celina Seghi              |
| 1938     |                                           | Hans Nogler                      | Gabriela Ansbacher        |
| 1939     |                                           | Hans Nogler                      | Celina Seghi              |
| 1940     |                                           | Vittorio Chierroni               | Nives Dei Rossi           |
| 1941     |                                           | Zeno Colò                        | Celina Seghi              |
| 1942     |                                           | Roberto Lacedelli                | Celina Seghi              |
| 1943     |                                           | Zeno Colò                        | Celina Seghi              |
| 1946     |                                           | Zeno Colò                        | Celina Seghi              |
| 1947     |                                           | Zeno Colò                        | Renata Carraretto         |
| 1948     |                                           | Zeno Colò                        | Celina Seghi              |
| 1966     |                                           | Giovanni Dibona                  | Lidia Barbieri Sacconaghi |
| 1967     |                                           | non assegnato                    | non assegnato             |
| 1968     |                                           | Ivo Mahlknecht                   | Giustina Demetz           |
| 1969     |                                           | Felice De Nicolò                 | Clotilde Fasolis          |
| 1970     |                                           | Gustav Thöni                     | Elena Matous              |
| 1971     | Plose                                     | Helmuth Schmalzl                 | Clotilde Fasolis          |
| 1972     |                                           | non assegnato                    | Lidia Pellissier          |
| 1973     |                                           | Ilario Pegorari                  | Claudia Giordani          |
| 1974     |                                           | Piero Gros                       | Paola Hofer               |
| 1975     | Courmayeur                                | Herbert Plank                    | Daniela Viberti           |
| 1976     |                                           | Piero Gros                       | Claudia Giordani          |
| 1977     |                                           | Erwin Stricker                   | Wilma Gatta               |
| 1978     |                                           | Piero Gros                       | Wilma Gatta               |
| 1979     |                                           | Herbert Plank                    | non assegnato             |
| 1980     |                                           | Siegfried Kerschbaumer           | Paoletta Magoni           |
| 1981     |                                           | Andrea Arban                     | non assegnato             |
| 1982     |                                           | Loris Donei                      | Daniela Zini              |
| 1983     |                                           | Richard Pramotton                | Karla Delago              |
| 1984     |                                           | Heinz Holzer                     | Paola Toniolli            |
| 1985     |                                           | Luca Pesando                     | Michaela Marzola          |
| 1986     |                                           | Michael Mair                     | Karla Delago              |
| 1987     |                                           | Richard Pramotton                | non assegnato             |
| 1988     |                                           | Josef Polig                      | non assegnato             |
| 1989     |                                           | non assegnato                    | non assegnato             |
| 1990     |                                           | non assegnato                    | non assegnato             |
| 1991     |                                           | non assegnato                    | non assegnato             |
| 1992     |                                           | Gianfranco Martin                | Barbara Merlin            |
| 1993     |                                           | Josef Polig                      | Barbara Merlin            |
| 1994     |                                           | Gianfranco Martin                | Bibiana Perez             |
| 1995     |                                           | Kristian Ghedina                 | Morena Gallizio           |
| 1996     |                                           | non assegnato                    | Antje Braito              |
| 1997     |                                           | Kristian Ghedina                 | Morena Gallizio           |
| 1998     |                                           | Kristian Ghedina                 | Annalisa Ceresa           |
| 1999     |                                           | Massimiliano Blardone            | Karen Putzer              |
| 2000     |                                           | Edoardo Zardini                  | non assegnato             |
| 2001     |                                           | Patrick Staudacher               | Angelika Grüner           |
| 2002     | Piancavallo                               | non assegnato                    | non assegnato             |
| 2003     | Ponte di Legno/Passo del Tonale           | Peter Fill                       | Karoline Trojer           |
| 2004     | Caspoggio/Chiesa in Valmalenco            | Peter Fill                       | Nadia Fanchini            |
| 2005     | Monte Pora                                | Peter Fill                       | Daniela Merighetti        |
| 2006     | Santa Caterina Valfurva                   | Christof Innerhofer              | Lucia Mazzotti            |
| 2007     | Santa Caterina Valfurva                   | Alex Happacher                   | Lucia Mazzotti            |
| 2008     | Bardonecchia                              | Davide Simoncelli                | Daniela Merighetti        |
| 2009     | Passo San Pellegrino/Pampeago/Alpe Cermis | Peter Fill                       | Daniela Merighetti        |
| 2010     | Falcade                                   | Aronne Pieruz                    | Camilla Borsotti          |
| 2011     | La Thuile/Pila                            | Mattia Casse                     | Elena Curtoni             |
| 2012     | Roccaraso                                 | non assegnato                    | non assegnato             |
| 2013     | Pozza di Fassa/Passo San Pellegrino       | non assegnato                    | non assegnato             |
| 2014     | Santa Caterina Valfurva                   | Matteo Marsaglia                 | Camilla Borsotti          |
| 2015     | Sella Nevea                               | Michelangelo Tentori             | Francesca Marsaglia       |
| 2016     | Sella Nevea                               | Matteo De Vettori                | Federica Brignone         |
| 2017     | Passo San Pellegrino                      | Guglielmo Bosca                  | Federica Brignone         |
| 2018     | Santa Caterina Valfurva                   | Christof Innerhofer              | Johanna Schnarf           |
| 2019     | Cortina D'Ampezzo                         | Christof Innerhofer              | Marta Bassino             |
| 2020     | Passo del Tonale                          | non assegnato                    | non assegnato             |
| 2021     | Santa Caterina Valfurva                   | Giovanni Franzoni Federico Paini | Francesca Marsaglia       |
| 2022     | Bardonecchia                              | Giovanni Borsotti                | Roberta Melesi            |
| 2023     | La Thuile                                 | Matteo Franzoso                  | Federica Brignone         |

### Slalom parallelo
Lo slalom parallelo fa parte del programma dei Campionati dell'edizione 2020, pur non essendo stato disputato per l'emergenza Covid 19.
| Edizione | Località         | Uomini        | Donne         |
| -------- | ---------------- | ------------- | ------------- |
| 2020     | Passo del Tonale | non assegnato | non assegnato |

## Maggiori vincitori di titoli italiani assoluti

### Uomini
| Pos. | Nome                | Carriera  | Discesa | Super-g | Gigante | Slalom | Combinata | Totale |
| ---- | ------------------- | --------- | ------- | ------- | ------- | ------ | --------- | ------ |
| 1    | Zeno Colò           | 1941-1956 | 5       | -       | 2       | 7      | 5         | 19     |
| 2    | Kristian Ghedina    | 1990-2002 | 6       | 3       | -       | -      | 3         | 12     |
| 3    | Vittorio Chierroni  | 1935-1947 | 5       | -       | -       | 2      | 3         | 10     |
| 3    | Piero Gros          | 1974-1982 | -       | -       | 2       | 5      | 3         | 10     |
| 5    | Ivo Mahlknecht      | 1963-1968 | 3       | -       | 2       | 3      | 1         | 9      |
| 6    | Alberto Tomba       | 1988-1994 | -       | -       | 3       | 5      | -         | 8      |
| 6    | Peter Fill          | 2003-2017 | -       | 2       | 2       | -      | 4         | 8      |
| 6    | Matteo Marsaglia    | 2008-2023 | 3       | 4       | -       | -      | 1         | 8      |
| 9    | Herbert Plank       | 1975-1981 | 5       | -       | -       | -      | 2         | 7      |
| 9    | Christof Innerhofer | 2006-     | 3       | 1       | -       | -      | 3         | 7      |
| 11   | Bruno Alberti       | 1955-1962 | 4       | -       | 2       | -      | -         | 6      |
| 11   | Manfred Mölgg       | 2003-2022 | -       | -       | 2       | 4      | -         | 6      |

### Donne
| Pos. | Nome               | Carriera  | Discesa | Super-g | Gigante | Slalom | Combinata | Totale |
| ---- | ------------------ | --------- | ------- | ------- | ------- | ------ | --------- | ------ |
| 1    | Celina Seghi       | 1937-1954 | 7       | -       | 1       | 10     | 7         | 25     |
| 2    | Paula Wiesinger    | 1931-1936 | 5       | -       | -       | 4      | 6         | 15     |
| 3    | Claudia Giordani   | 1973-1980 | 1       | -       | 6       | 5      | 4         | 14     |
| 4    | Nadia Fanchini     | 2004-2019 | 4       | 7       | 1       | -      | 1         | 13     |
| 5    | Isolde Kostner     | 1992-2000 | 4       | 7       | 1       | -      | -         | 12     |
| 6    | Federica Brignone  | 2009-     | -       | 2       | 4       | 1      | 3         | 10     |
| 6    | Giustina Demetz    | 1965-1969 | 3       | -       | 4       | 2      | 1         | 10     |
| 6    | Pia Riva           | 1958-1964 | 5       | -       | 5       | -      | -         | 10     |
| 8    | Giuliana Minuzzo   | 1951-1963 | 3       | -       | 2       | 4      | -         | 9      |
| 9    | Michaela Marzola   | 1985-1991 | 3       | 4       | 0       | -      | 1         | 8      |
| 10   | Deborah Compagnoni | 1989-1997 | -       | 1       | 5       | 1      | -         | 7      |
| 10   | Nicole Gius        | 1999-2013 | -       | -       | -       | 7      | -         | 7      |